# Harald Belfrage

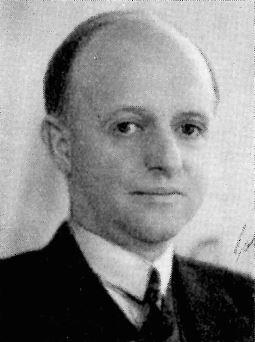
Harald Belfrage.

Rolf Harald Belfrage, född 27 december 1894 i Göteborg, död 12 april 1983 i Annedal, Göteborg, var en svensk läkare. Han var son till Fritz Belfrage.
Efter studentexamen i Göteborg 1913 blev Belfrage medicine kandidat vid Uppsala universitet 1917 och medicine licentiat vid Karolinska Institutet i Stockholm 1922. Han blev extra läkare vid Kronprinsessan Lovisas vårdanstalt samt Stockholms epidemisjukhus 1922, var amanuens och biträdande läkare vid Göteborgs barnsjukhus 1923–1926, praktiserande läkare i Göteborg från 1926, läkare vid Mjölkdroppen där från 1927, skolläkare vid Göteborg Västra realskola 1928–1934 och vid Vasa högre allmänna läroverk från 1934 samt biträdande läkare vid Göteborgs tuberkulosdispensär från 1929. Harald Belfrage är begravd på Mariebergs kyrkogård i Göteborg.